# Victor de Stuers
Pour les articles homonymes, voir de Stuers.
Victor de Stuers, né à Maastricht le 20 octobre 1843 et mort à La Haye le 21 mai 1916, était un homme politique néerlandais. 

## Biographie
Il fut aux Pays-Bas l’initiateur de la politique de protection des monuments historiques et contribua à créer le Rijksmuseum à Amsterdam. Il était le frère du sculpteur Alphonse Lambert Eugène de Stuers. Il a été l'élève d'Alexander Schaepkens.

## Mandats et fonctions
- Membre de la seconde Chambre : 1901-1916